# Trautvetteria carolinensis
Trautvetteria carolinensis är en ranunkelväxtart som först beskrevs av Thomas Walter, och fick sitt nu gällande namn av Nathaniel Lord Britton, A. Murr. och Vail. Trautvetteria carolinensis ingår i släktet Trautvetteria och familjen ranunkelväxter. Utöver nominatformen finns också underarten T. c. occidentalis.